# Атсуыткан
Атсуыткан — каменное изваяние XI—XII века. Находится на территории Шетского района Карагандинской области Казахстана, к востоку от горы Атсуыткан. Исследовано казахстанской археологической экспедицией в 1982 году (руководитель Ж. Курманкулов). Изваяние с изображением лица мужчины. Высота 1,7 м. Расположено внутри каменной ограды размером 3×3 м.